# I Should Be So Lucky
I Should Be So Lucky – piosenka i singiel pop-dance australijskiej piosenkarki Kylie Minogue. Została napisana przez Stocka, Aitkena i Watermana na debiutancki album artystki Kylie (1988). Singiel, wydany w grudniu 1987, drugi w karierze piosenkarki, tak jak pierwszy, pochodził z późniejszej płyty i odniósł międzynarodowy sukces, zajmując czołowe miejsca na wielu listach przebojów. Okazał się również najlepiej sprzedającym się singlem w Australii w 1988 roku i został uznany za "Nagranie Roku" przez "Japanese Phonographic Record Association".

## Nagrywanie
Po sukcesie debiutanckiego singla Kylie, "Locomotion", w Australii, Minogue poleciała do Londynu, żeby pracować ze słynnym trio producentów-autorów piosenek: Stock, Aitken & Waterman. Ponieważ ci zapomnieli o umówionym spotkaniu, musieli napisać utwór "na poczekaniu" i w rezultacie stworzyli "I Should Be So Lucky" w czterdzieści minut, na co piosenkarka czekała przed studiem. Mike Stock napisał tekst piosenki w odpowiedzi na wiadomości, które uzyskał o Minogue przed jej przybyciem. Uznał, że choć Kylie jest odnoszącą sukcesy gwiazdą seriali, do tego bardzo utalentowaną, to musi mieć jakieś problem i wyobraził sobie, że musi być nieszczęśliwa w miłości. Minogue nagrała tę piosenkę w mniej niż godzinę, a po zakończeniu sesji nagraniowej wróciła do Australii, aby kontynuować swoją rolę w operze mydlanej "Neighbours".

## Lista utworów

### Australian & European Vinyl Single
7" Vinyl Single
1. "I Should Be So Lucky" – 3:24
2. "I Should Be So Lucky" (Instrumental) – 3:24

12" Vinyl Single
1. "I Should Be So Lucky" (Extended mix) – 6:08
2. "I Should Be So Lucky" (Instrumental) – 3:24

12" Remix
1. "I Should Be So Lucky" (Bicentennial remix) – 6:12
2. "I Should Be So Lucky" (Instrumental) – 3:24

### North American Vinyl Single
7" Single
1. "I Should Be So Lucky" – 3:24
2. "I Should Be So Lucky" (Instrumental) – 3:24

12" Vinyl Single
1. "I Should Be So Lucky" (Extended mix) – 6:08 *
2. "I Should Be So Lucky" (Bicentennial remix) – 6:12 **
3. "I Should Be So Lucky" (Instrumental) – 3:24

### Asian Vinyl Single
7" Vinyl Single
1. "I Should Be So Lucky" – 3:24
2. "I Should Be So Lucky" (Instrumental) – 3:24

12" Vinyl Single
1. "I Should Be So Lucky" (Extended mix) – 6:08
2. "I Should Be So Lucky" (Instrumental) – 3:24

### HK 3" CD Single
1. "I Should Be So Lucky" (Extended mix) – 6:08
2. "Got to Be Certain" (Extended version) – 6:36

- * - Known as "Original Dance Mix" in the USA.
  - ** - Known as "Dance Mix" in the USA.

## Teledysk

### Wersja Oficjalna
Teledysk do piosenki był nagrywany przez Chrisa Langmana pod koniec 1987 roku. Przedstawia on Kylie w mieszkaniu w różnych ubiorach, śpiewającą i tańczącą. W teledysku są też sceny, w których młoda Minogue śpiewa ubrana w czarną sukienkę na tle kolorowej tablicy.

### Wersja Alternatywna
Ta wersja pokazuje jak Kylie jedzie samochodem ze swoimi przyjaciółkami po dużym mieście; ubrana w czarno-biały sweter i śpiewa.

## Wyniki na Listach Przebojów
| Lista Przebojów (1987/88) | Pozycja na Liście |
| ------------------------- | ----------------- |
| Australian Singles Chart  | 1                 |
| United World Chart        | 6                 |
| Austrian Singles Chart    | 4                 |
| French Singles Chart      | 4                 |
| German Singles Chart      | 1                 |
| Hong Kong Singles Chart   | 1                 |
| Israeli Singles Chart     | 1                 |
| Italian Singles Chart     | 1                 |
| Japanese Singles Chart    | 1                 |
| Norwegian Singles Chart   | 5                 |
| Swedish Singles Chart     | 13                |
| Netherlands Singles Chart | 14                |
| Swiss Singles Chart       | 1                 |
| UK Singles Chart          | 1                 |
| US Dance                  | 10                |
| US Billboard Hot 100      | 28                |